# Dragu-Brad
Dragu-Brad – wieś w Rumunii, w okręgu Hunedoara, w gminie Blăjeni. W 2011 roku pozostawała niezamieszkana.